# Gesetz zur Neugliederung des Landkreises Geldern
Das Gesetz zur Neugliederung des Landkreises Geldern vom 11. März 1969 (GV. NRW. S. 152) wurde am 24. März 1969 verkündet und gliederte mit Wirkung vom 1. Juli 1969 die Gemeinden im Landkreis (später Kreis) Geldern neu.
Vor der Gemeindereform gab es im Landkreis Geldern die amtsfreien Städte Geldern und Straelen, acht weitere amtsfreie Gemeinden sowie weitere 14 amtsangehörige Gemeinden, darunter die Stadt Kevelaer, in fünf Ämtern. Mit dem Gesetz wurden sechs neue, amtsfreie Gemeinden gebildet, von denen drei Stadtrecht hatten. Die Gemeinde Weeze blieb als einzige Gemeinde des Kreises von der Neugliederung unberührt.
Mit Wirkung vom 1. Januar 1975 wurden die Gemeinden des Kreises Geldern durch das Niederrhein-Gesetz vom 9. Juli 1974 (GV. NRW. S. 344) zusammen mit den Gemeinden des bisherigen Kreises Kleve und drei weiteren Gemeinden in einen neuen, größeren Kreis Kleve eingegliedert.

## Kurzbeschreibung
| I. Abschnitt  | Gebietsänderungen im Bereich der Gemeinden |
| § 1           | Bildung einer neuen Stadt Geldern durch Zusammenschluss der Stadt Geldern, der Gemeinden Kapellen, Vernum (ohne Poelyck), der Gemeinden Pont, Veert und Walbeck des Amtes Walbeck und Eingliederung des Ortsteils Baersdonk der Gemeinde Nieukerk; Auflösung des Amtes Walbeck                           |
| § 2           | Bildung einer neuen Stadt Kevelaer durch Zusammenschluss der Stadt Kevelaer und der Gemeinden Kleinkevelaer, Twisteden, Wetten des Amtes Kevelaer sowie der Gemeinden Kervendonk, Kervenheim und Winnekendonk des Amtes Kervenheim zur neuen Stadt Kevelaer; Auflösung der Ämter Kevelaer und Kervenheim |
| § 3           | Bildung einer neuen Stadt Straelen durch Zusammenschluss der Stadt Straelen und der Gemeinde Herongen |
| § 4           | Bildung einer neuen Gemeinde Kerken durch Zusammenschluss der Gemeinden Aldekerk und Stenden des Amtes Aldekerk, der Gemeinden Nieukerk (ohne Baersdonk) und Eyll des Amtes Nieukerk sowie des Ortsteils Poelyck der Gemeinde Vernum; Auflösung der Ämter Aldekerk und Nieukerk                          |
| § 5           | Bildung einer neuen Gemeinde Issum durch Zusammenschluss der Gemeinden Issum und Sevelen |
| § 6           | Bildung einer neuen Gemeinde Wachtendonk durch Zusammenschluss der Gemeinden Wachtendonk und Wankum |
| II. Abschnitt | Schlussbestimmungen |
| § 7           | Bestätigung der Gebietsänderungsverträge und Bestimmungen des Oberkreisdirektors zu den Zusammenschlüssen |
| § 8           | Zuordnung der neuen Gemeinden Geldern, Issum, Kerken, Kevelaer und Straelen zum Amtsgericht Geldern und der Gemeinde Wachtendonk zum Amtsgericht Kempen |
| § 9           | Inkrafttreten am 1. Juli 1969 |